# Foundling
Foundling è il nono album discografico in studio del cantautore inglese David Gray, pubblicato nell'agosto 2010.

## Tracce
1. Only the Wine – 2:52
2. Foundling – 5:29
3. Forgetting – 4:18
4. Gossamer Thread – 5:11
5. The Old Chair – 2:55
6. In God's Name – 3:42
7. We Could Fall in Love Again Tonight – 4:26
8. Holding On – 5:10
9. When I Was in Your Heart – 2:37
10. A New Day at Midnight – 2:46
11. Davey Jones' Locker – 5:11

Durata totale: 44:37
Disco Bonus (non presente nella versione britannica)
1. Fixative – 4:07
2. Morning Theme – 2:43
3. The Dotted Line – 3:43
4. A Million Years – 3:11
5. Who's Singing Now – 3:02
6. Old Father Time – 4:01
7. Indeed I Will – 3:28
8. A Moment Changes Everything – 3:28

Tracce aggiuntive iTunes
1. More to Me Now – 2:43